# Christelle Minard
Pour les articles homonymes, voir Minard.
Christelle Minard, née Raimbert le 4 octobre 1970 à Chartres, est une agricultrice, enseignante et femme politique française. Membre des Républicains (LR), elle est députée de la 2e circonscription d'Eure-et-Loir depuis le 8 juillet 2025, maire de Tremblay-les-Villages depuis 2014 et conseillère départementale d'Eure-et-Loir depuis 2015.

## Biographie
Agricultrice à Theuvy-Achères, dans la commune de Tremblay-les-Villages, Christelle Minard s'installe en 1995 sur une exploitation située à proximité de celle de ses parents. Elle se décrit comme ayant grandi dans un milieu où elle était « un peu le garçon de la famille ». Parallèlement à son activité agricole, elle devient enseignante après une rencontre avec la directrice du lycée agricole de Nermont. Elle combine ainsi les rôles d'agricultrice et d'enseignante, tout en s'engageant dans des activités associatives. 
Spécialiste des questions liées à la ruralité et à l'agriculture, elle milite pour la défense de la profession agricole, qu'elle juge souvent caricaturée,.

## Parcours politique
Christelle Minard s'engage en politique au niveau local en 2014, lorsqu'elle est élue maire de Tremblay-les-Villages et devient vice-présidente de la communauté d'agglomération du Pays de Dreux, où elle contribue à la gestion des politiques locales. En 2015, elle est élue conseillère départementale d'Eure-et-Loir dans le canton de Saint-Lubin-des-Joncherets, mandat renouvelé en 2021. Au sein du conseil départemental d'Eure-et-Loir, elle occupe le poste de 2e vice-présidente, en charge de l’attractivité, du tourisme, de la vitalité des territoires et de l’agriculture,.
Suppléante d'Olivier Marleix, député de la 2e circonscription d'Eure-et-Loir, depuis 2012, elle lui succède à l'Assemblée nationale après son décès le 7 juillet 2025, conformément à l'article LO 176 du code électoral,. Elle prend ses fonctions de députée le 8 juillet 2025, bien qu'absente de l'hémicycle ce jour-là.

## Vie personnelle
Christelle Minard est mariée et attribue une partie de son engagement à l'appui de son mari, qui la soutient dans ses multiples responsabilités.

## Distinctions

### Décorations françaises
Chevalier de l'ordre national du Mérite